# Saba Azarpeik

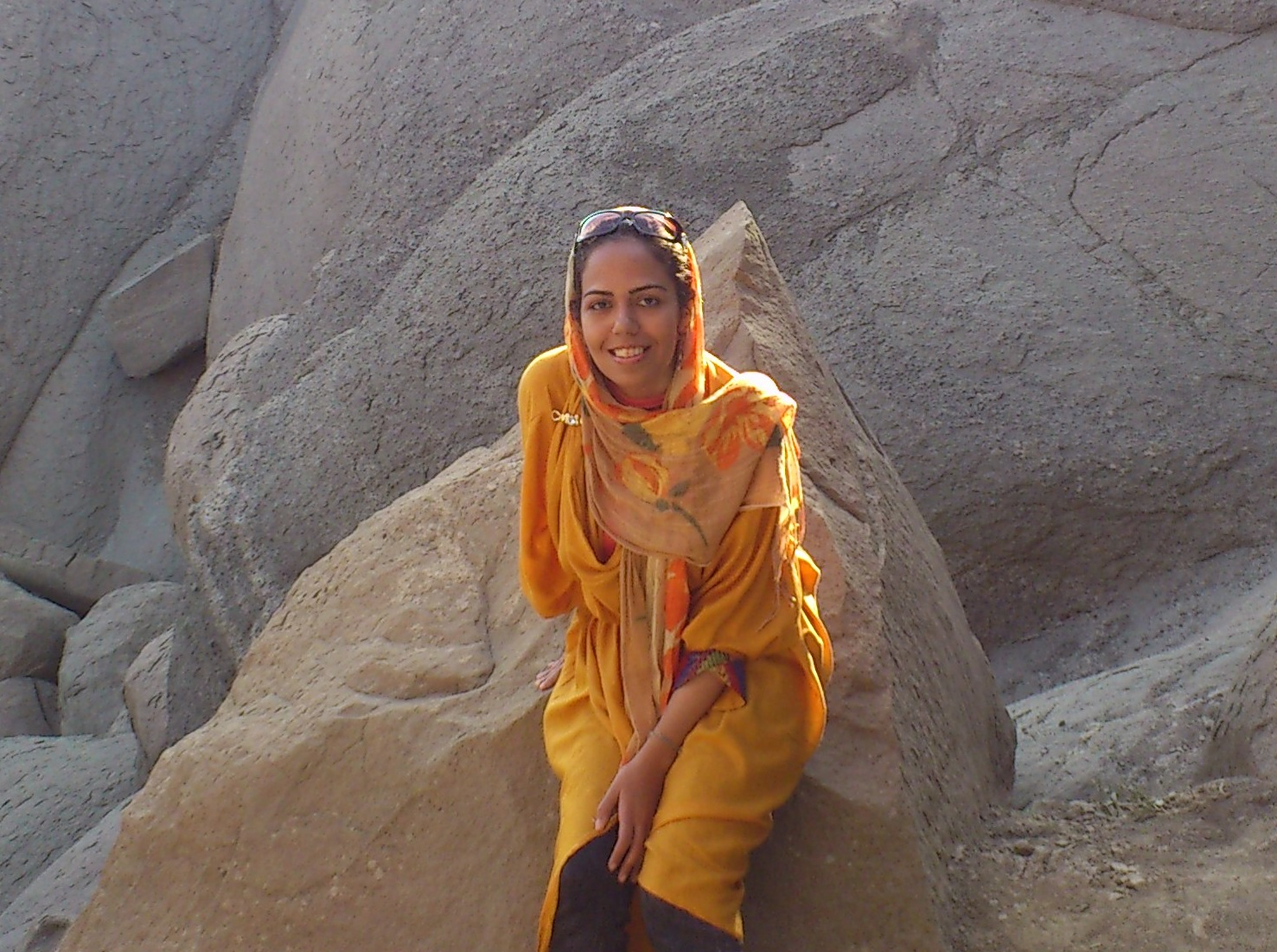
Saba Azarpeik, periodista iraní

Saba Azarpeik ( (persa: صبا آذرپیک) es periodista de investigación iraní. Es una de las profesionales más críticas con funcionarios y políticos y ha cubierto diversos casos de corrupción gubernamental. Trabaja para medios proclives al reformismo:  Diario Etemaad, semanario Tejarat-e-Farda. Por todo ello ha sufrido represalias y ha sido detenida en varias ocasiones. 

## Detenciones
Fue detenida en 2014, cuando agentes de seguridad asaltaron al menos cuatro periódicos y detuvieron a varios periodistas antes de las elecciones presidenciales que dieron la victoria a Hasán Rohani. Era crítica con el trato que el Estado da a los periodistas y ha entrevistado a políticos y funcionarios. Sus comentarios en Facebook no sentaban bien al establishment. En particular, cubrió el caso del bloguero iraní Sattar Beheshti, cuya muerte bajo custodia avergonzó a las autoridades. Fue detenida bajo los cargos de "propaganda contra el Estado" y "difusión de falsedades". Quedó en libertad bajo fianza tras 85 días en prisión.
El 7 de febrero de 2021 volvió a ser detenida ilegalmente por la Policía Cibernética Iraní (FATA) y fue liberada al día siguiente. Nunca estuvo claro el motivo de su detención. Radio Farda reveló que Saba escribía  en su canal de Telegram sobre la polémica mantenida en torno al caso del destacado abogado Hamid Hajian. Hamid Hajian fue asesinado a tiros el 24 de abril de 2019. Hamid Hajian era uno de los acusados en el caso de corrupción en el Banco Sarmayeh.
En cuanto a las detenciones de la periodista, no han sido ordenadas por el gobierno, sino por el poder judicial, muy cercano a los conservadores y por la Guardia Revolucionaria.